# Liste der Gemeinden im Landkreis Miltenberg

Karte des Landkreises Miltenberg

Die Liste der Gemeinden im Landkreis Miltenberg gibt einen Überblick über die Verwaltungseinheiten des Landkreises. Es gibt 32 politische Gemeinden, von denen 21 eine eigene Verwaltung haben, und 5 Verwaltungsgemeinschaften.

## Legende
- Verwaltungseinheit: Name der Gemeinde und Angabe der Gemeindeart: Gemeinde (–), Markt (M), Stadt (St), Große Kreisstadt (GKSt) oder Name der Verwaltungsgemeinschaft. Einheitsgemeinden wie auch Verwaltungsgemeinschaften sind fett gedruckt
- Wappen: Wappen der Gemeinde
- GT: Gemeindeteile der Gemeinde. Der Wiki-Link ist mit der Gemeindegliederung der jeweiligen Gemeinde verknüpft.
- VG: Zeigt ggf. an, ob eine Gemeinde zu einer Verwaltungsgemeinschaft gehört
- Karte: Zeigt die Lage der Gemeinde im Landkreis
- Fläche: Fläche der Stadt beziehungsweise Gemeinde, angegeben in Quadratkilometer
- Einwohner: Zahl der Menschen, die in der Gemeinde beziehungsweise Stadt leben (Stand: 31. Dezember 2023[1])
- EW-Dichte: Angegeben ist die Einwohnerdichte, gerechnet auf die Fläche der Verwaltungseinheit, angegeben in Einwohner pro km2 (Stand: 31. Dezember 2023[2])
- Statistik: Link zur kommunalen Statistik des Bayerischen Landesamts für Statistik
- Website: Website der Gemeinde bzw. der Verwaltungsgemeinschaft

## Gemeinden
| Verwaltungseinheit      | Wappen                                  | GT | VG             | Karte                                                                   | Fläche in km² | Einwohner     | Einwohner je km² | Statistik | Website |
| ----------------------- | --------------------------------------- | -- | -------------- | ----------------------------------------------------------------------- | ------------- | ------------- | ---------------- | --------- | ------- |
| Landkreis Miltenberg    | Wappen des Landkreises Miltenberg       |    |                | Der Landkreis Miltenberg                                                | 751,86        | 130363        | 182              | [ 3 ]     | [ 4 ]   |
| Erftal, VG              |                                         |    | Erftal         | Lage der Verwaltungsgemeinschaft Erftal im Landkreis Miltenberg         | 34,04 (4.8 %) | 5699 (4.4 %)  | 167              |           | [ 5 ]   |
| Kleinheubach, VG        |                                         |    | Kleinheubach   | Lage der Verwaltungsgemeinschaft Kleinheubach im Landkreis Miltenberg   | 18,44 (2.6 %) | 6021 (4.6 %)  | 327              |           |         |
| Kleinwallstadt, VG      |                                         |    | Kleinwallstadt | Lage der Verwaltungsgemeinschaft Kleinwallstadt im Landkreis Miltenberg | 23,86 (3.3 %) | 7599 (5.8 %)  | 318              |           | [ 6 ]   |
| Mönchberg, VG           |                                         |    | Mönchberg      | Lage der Verwaltungsgemeinschaft Mönchberg im Landkreis Miltenberg      | 36,57 (5.1 %) | 4262 (3.3 %)  | 117              |           |         |
| Stadtprozelten, VG      |                                         |    | Stadtprozelten | Lage der Verwaltungsgemeinschaft Stadtprozelten im Landkreis Miltenberg | 48,53 (6.8 %) | 2865 (2.2 %)  | 59               |           |         |
| Altenbuch               | Wappen der Gemeinde Altenbuch           | 3  | Stadtprozelten | Lage der Gemeinde Altenbuch im Landkreis Miltenberg                     | 37,66 (5.3 %) | 1261 (1 %)    | 33               | [ 7 ]     | [ 8 ]   |
| Amorbach, St            | Wappen der Gemeinde Amorbach            | 11 |                | Lage der Gemeinde Amorbach im Landkreis Miltenberg                      | 50,92 (7.1 %) | 3914 (3 %)    | 77               | [ 9 ]     | [ 10 ]  |
| Bürgstadt, M            | Wappen der Gemeinde Bürgstadt           | 1  | Erftal         | Lage der Gemeinde Bürgstadt im Landkreis Miltenberg                     | 17,39 (2.4 %) | 4266 (3.3 %)  | 245              | [ 11 ]    | [ 12 ]  |
| Collenberg              | Wappen der Gemeinde Collenberg          | 3  |                | Lage der Gemeinde Collenberg im Landkreis Miltenberg                    | 25,67 (3.6 %) | 2483 (1.9 %)  | 97               | [ 13 ]    | [ 14 ]  |
| Dorfprozelten           | Wappen der Gemeinde Dorfprozelten       | 2  |                | Lage der Gemeinde Dorfprozelten im Landkreis Miltenberg                 | 11,34 (1.6 %) | 1721 (1.3 %)  | 152              | [ 15 ]    | [ 16 ]  |
| Eichenbühl              | Wappen der Gemeinde Eichenbühl          | 15 |                | Lage der Gemeinde Eichenbühl im Landkreis Miltenberg                    | 31,23 (4.4 %) | 2535 (1.9 %)  | 81               | [ 17 ]    | [ 18 ]  |
| Elsenfeld, M            | Wappen der Gemeinde Elsenfeld           | 7  |                | Lage der Gemeinde Elsenfeld im Landkreis Miltenberg                     | 24,39 (3.4 %) | 9370 (7.2 %)  | 384              | [ 19 ]    | [ 20 ]  |
| Erlenbach am Main, St   | Wappen der Gemeinde Erlenbach am Main   | 3  |                | Lage der Gemeinde Erlenbach am Main im Landkreis Miltenberg             | 16,33 (2.3 %) | 10335 (7.9 %) | 633              | [ 21 ]    | [ 22 ]  |
| Eschau, M               | Wappen der Gemeinde Eschau              | 10 |                | Lage der Gemeinde Eschau im Landkreis Miltenberg                        | 38,12 (5.3 %) | 4024 (3.1 %)  | 106              | [ 23 ]    | [ 24 ]  |
| Faulbach                | Wappen der Gemeinde Faulbach            | 3  |                | Lage der Gemeinde Faulbach im Landkreis Miltenberg                      | 10,98 (1.5 %) | 2575 (2 %)    | 235              | [ 25 ]    | [ 26 ]  |
| Großheubach, M          | Wappen der Gemeinde Großheubach         | 4  |                | Lage der Gemeinde Großheubach im Landkreis Miltenberg                   | 18,99 (2.7 %) | 5120 (3.9 %)  | 270              | [ 27 ]    | [ 28 ]  |
| Großwallstadt           | Wappen der Gemeinde Großwallstadt       | 1  |                | Lage der Gemeinde Großwallstadt im Landkreis Miltenberg                 | 14,02 (2 %)   | 4097 (3.1 %)  | 292              | [ 29 ]    | [ 30 ]  |
| Hausen                  | Wappen der Gemeinde Hausen              | 1  | Kleinwallstadt | Lage der Gemeinde Hausen im Landkreis Miltenberg                        | 8,06 (1.1 %)  | 1891 (1.5 %)  | 235              | [ 31 ]    | [ 32 ]  |
| Kirchzell, M            | Wappen der Gemeinde Kirchzell           | 9  |                | Lage der Gemeinde Kirchzell im Landkreis Miltenberg                     | 63,86 (8.9 %) | 2238 (1.7 %)  | 35               | [ 33 ]    | [ 34 ]  |
| Kleinheubach, M         | Wappen der Gemeinde Kleinheubach        | 1  | Kleinheubach   | Lage der Gemeinde Kleinheubach im Landkreis Miltenberg                  | 9,50 (1.3 %)  | 3753 (2.9 %)  | 395              | [ 35 ]    | [ 36 ]  |
| Kleinwallstadt, M       | Wappen der Gemeinde Kleinwallstadt      | 2  | Kleinwallstadt | Lage der Gemeinde Kleinwallstadt im Landkreis Miltenberg                | 15,80 (2.2 %) | 5708 (4.4 %)  | 361              | [ 37 ]    | [ 38 ]  |
| Klingenberg am Main, St | Wappen der Gemeinde Klingenberg am Main | 3  |                | Lage der Gemeinde Klingenberg am Main im Landkreis Miltenberg           | 21,14 (3 %)   | 6310 (4.8 %)  | 298              | [ 39 ]    | [ 40 ]  |
| Laudenbach              | Wappen der Gemeinde Laudenbach          | 1  | Kleinheubach   | Lage der Gemeinde Laudenbach im Landkreis Miltenberg                    | 4,94 (0.7 %)  | 1538 (1.2 %)  | 311              | [ 41 ]    | [ 42 ]  |
| Leidersbach             | Wappen der Gemeinde Leidersbach         | 4  |                | Lage der Gemeinde Leidersbach im Landkreis Miltenberg                   | 19,85 (2.8 %) | 4743 (3.6 %)  | 239              | [ 43 ]    | [ 44 ]  |
| Miltenberg, St          | Wappen der Gemeinde Miltenberg          | 8  |                | Lage der Gemeinde Miltenberg im Landkreis Miltenberg                    | 60,18 (8.4 %) | 9622 (7.4 %)  | 160              | [ 45 ]    | [ 46 ]  |
| Mömlingen               | Wappen der Gemeinde Mömlingen           | 1  |                | Lage der Gemeinde Mömlingen im Landkreis Miltenberg                     | 18,46 (2.6 %) | 4932 (3.8 %)  | 267              | [ 47 ]    | [ 48 ]  |
| Mönchberg, M            | Wappen der Gemeinde Mönchberg           | 2  | Mönchberg      | Lage der Gemeinde Mönchberg im Landkreis Miltenberg                     | 24,15 (3.4 %) | 2564 (2 %)    | 106              | [ 49 ]    | [ 50 ]  |
| Neunkirchen             | Wappen der Gemeinde Neunkirchen         | 3  | Erftal         | Lage der Gemeinde Neunkirchen im Landkreis Miltenberg                   | 16,65 (2.3 %) | 1433 (1.1 %)  | 86               | [ 51 ]    | [ 52 ]  |
| Niedernberg             | Wappen der Gemeinde Niedernberg         | 1  |                | Lage der Gemeinde Niedernberg im Landkreis Miltenberg                   | 15,60 (2.2 %) | 4848 (3.7 %)  | 311              | [ 53 ]    | [ 54 ]  |
| Obernburg am Main, St   | Wappen der Gemeinde Obernburg am Main   | 4  |                | Lage der Gemeinde Obernburg am Main im Landkreis Miltenberg             | 24,83 (3.5 %) | 8884 (6.8 %)  | 358              | [ 55 ]    | [ 56 ]  |
| Röllbach                | Wappen der Gemeinde Röllbach            | 1  | Mönchberg      | Lage der Gemeinde Röllbach im Landkreis Miltenberg                      | 12,42 (1.7 %) | 1698 (1.3 %)  | 137              | [ 57 ]    | [ 58 ]  |
| Rüdenau                 | Wappen der Gemeinde Rüdenau             | 1  | Kleinheubach   | Lage der Gemeinde Rüdenau im Landkreis Miltenberg                       | 4,01 (0.6 %)  | 730 (0.6 %)   | 182              | [ 59 ]    | [ 60 ]  |
| Schneeberg, M           | Wappen der Gemeinde Schneeberg          | 3  |                | Lage der Gemeinde Schneeberg im Landkreis Miltenberg                    | 16,61 (2.3 %) | 1730 (1.3 %)  | 104              | [ 61 ]    | [ 62 ]  |
| Stadtprozelten, St      | Wappen der Gemeinde Stadtprozelten      | 3  | Stadtprozelten | Lage der Gemeinde Stadtprozelten im Landkreis Miltenberg                | 10,87 (1.5 %) | 1604 (1.2 %)  | 148              | [ 63 ]    | [ 64 ]  |
| Sulzbach am Main, M     | Wappen der Gemeinde Sulzbach am Main    | 3  |                | Lage der Gemeinde Sulzbach am Main im Landkreis Miltenberg              | 19,95 (2.8 %) | 7506 (5.8 %)  | 376              | [ 65 ]    | [ 66 ]  |
| Weilbach, M             | Wappen der Gemeinde Weilbach            | 7  |                | Lage der Gemeinde Weilbach im Landkreis Miltenberg                      | 27,28 (3.8 %) | 2139 (1.6 %)  | 78               | [ 67 ]    | [ 68 ]  |
| Wörth am Main, St       | Wappen der Gemeinde Wörth am Main       | 1  |                | Lage der Gemeinde Wörth am Main im Landkreis Miltenberg                 | 15,89 (2.2 %) | 4791 (3.7 %)  | 302              | [ 69 ]    | [ 70 ]  |

## Gemeindefreie Gebiete
| Name      | Karte | Fläche (km²) |
| --------- | ----- | ------------ |
| Forstwald |       | 4,11 (0,5 %) |
| Hohe Wart |       | 4,68 (0,6 %) |